# Tina DeRosa
Tina DeRosa (aussi écrit De Rosa, de son vrai nom Antoinette Marie De Rosa), née le 20 octobre 1944 à Chicago et morte le 3 février 2007 à Park Ridge, est une romancière et poétesse américaine. Elle est surtout connue pour son roman Paper Fish (en).

« All of the political stuff comes from the critics....
I'm a writer who happens to be a woman and happens to be Italian-American.
I'm not a feminist. I'm not an Italian-American writer. I'm just Tina and I'm just a writer.
I'm just Tina and I'm just a writer. »

« Tout le contenu politique provient des critiques... 
Je suis un écrivain qui se trouve être une femme et qui se trouve être italo-américaine.
Je ne suis pas féministe. Je ne suis pas une écrivaine italo-américaine. Je suis juste Tina et je ne suis qu'un écrivaine. »

— Tina DeRosa

## Biographie
Née à Chicago en 1944 d'Anthony DeRosa et de Sophie Norkus, elle a grandi dans le quartier de Little Italy et a étudié à la Holy Guardian Angel Grammar School et à la St. Mary's High School.
Après avoir perdu son père et sa grand-mère paternelle durant son adolescence, elle change ses sentiments de douleur en écriture. Diplômée du Mundelein College en 1966, elle enseigne la composition musicale tout en préparant sa thèse de maîtrise.
En 1980, elle publie son roman autobiographique Paper Fish (en), publié en Italie en 2007 sous le titre de Pesci di carta.
Elle a vécu les dernières années de sa vie à Park Ridge, Illinois. En 2005, elle s'est convertie du catholicisme à la religion grecque orthodoxe. Elle est morte le 3 février 2007.